# Frauenberg (Germania)
Frauenberg è un comune di 387 abitanti della Renania-Palatinato, in Germania.
Appartiene al circondario di Birkenfeld ed è parte della Verbandsgemeinde Baumholder.